# Vrulja
Vrulja ( Cirílico sérvio : Вруља ) é uma vila no município de Pljevlja, Montenegro.